# Сандерленд (Массачусетс)
Сандерленд (англ. Sunderland) — місто (англ. town) в США, в окрузі Франклін штату Массачусетс. Населення — 3663 особи (2020).

## Демографія
Згідно з переписом 2010 року, у місті мешкали 3684 особи в 1648 домогосподарствах у складі 760 родин. Було 1729 помешкань
Расовий склад населення:
| - 87,1 % — білих - 5,2 % — азіатів - 2,9 % — чорних або афроамериканців - 0,4 % — корінних американців - 1,7 % — осіб інших рас |

До двох чи більше рас належало 2,7 %. Частка іспаномовних становила 4,9 % від усіх жителів.
За віковим діапазоном населення розподілялося таким чином: 14,0 % — особи молодші 18 років, 76,4 % — особи у віці 18—64 років, 9,6 % — особи у віці 65 років та старші. Медіана віку мешканця становила 31,1 року. На 100 осіб жіночої статі у місті припадало 96,9 чоловіків;  на 100 жінок у віці від 18 років та старших — 95,9 чоловіків також старших 18 років.
Середній дохід на одне домашнє господарство  становив 83 756 доларів США (медіана — 54 886), а середній дохід на одну сім'ю — 98 290 доларів (медіана — 83 625). Медіана доходів становила 50 268 доларів для чоловіків та 43 103 долари для жінок. За межею бідності перебувало 16,4 % осіб, у тому числі 3,0 % дітей у віці до 18 років та 1,0 % осіб у віці 65 років та старших.
Цивільне працевлаштоване населення становило 2334 особи. Основні галузі зайнятості: освіта, охорона здоров'я та соціальна допомога — 40,3 %, роздрібна торгівля — 15,5 %, мистецтво, розваги та відпочинок — 8,1 %, публічна адміністрація — 7,5 %.